# 8189 Naruke
A 8189 Naruke (ideiglenes jelöléssel 1992 YG3) a Naprendszer kisbolygóövében található aszteroida. T. Hioki, S. Hayakawa fedezte fel 1992. december 30-án.